# Малий Іргиз
Малий Іргиз — річка на північному сході Саратовської області, ліва притока Волги, впадає в Саратовське водосховище, утворюючи затоку. Довжина річки — 235 км, сточище — 3900 км². Притоки: Сухий Іргиз, Чернава, Стерех. Річка і притоки беруть початок на західних схилах Кам'яного Сирту. Живлення снігове, середня витрата в гирлі близько 6,4 м³/сек. Влітку вище села Селезніха річка пересихає, взимку перемерзає (безстічний період до 305 діб/рік). Льодостав з листопада по квітень.